# Ludolph Fischer
Ludolph Fischer (* 27. April 1900 in Hamburg; † 29. Dezember 1972 in Tübingen) war ein deutscher Tropenmediziner sowie Hochschullehrer.

## Leben
Der evangelisch getaufte, gebürtige Hamburger Ludolph Fischer, Sohn des Direktors Friedrich Fischer sowie dessen Ehegattin Frida geborene Ellermann, wandte sich nach dem Abitur dem Studium der Medizin an den Universitäten Hamburg, Rostock, Würzburg sowie München zu. In Würzburg engagierte er sich in der jugendbewegt-reformierten Verbindung Bergfried. 1925 erwarb er den akademischen Grad eines Dr. med. Fischer war in der Folge zunächst am Hamburger Tropeninstitut klinisch tätig, bevor er an die Eberhard Karls Universität Tübingen wechselte. Dort habilitierte er sich 1931 als Privatdozent für das Fach Tropenmedizin, 1942 erfolgte seine Beförderung zum außerordentlichen Professor. Nach anschließendem Kriegsdienst bei der Marine bis 1945 kehrte er 1946 nach Tübingen zurück, 1956 wurde er zum ordentlichen Professor ernannt, 1965 emeritiert. Er war Träger der Bernhard-Nocht-Medaille.
Ludolph Fischer, einer der führenden deutschen Tropenmediziner seiner Zeit, gründete 1955 das Institut für Tropenmedizin der Eberhard Karls Universität Tübingen, dem er bis zu seiner Emeritierung als Direktor vorstand. Zusätzlich war Fischer von 1938 bis 1941 sowie 1950 bis 1952 als ärztlicher Berater in Kabul eingesetzt.
Ludolph Fischer heiratete im Jahre 1927 Hedwig geborene Laudenbach. Aus dieser Ehe entstammten vier Kinder. Ludolph Fischer kam Ende 1972 bei einem Verkehrsunfall ums Leben.

## Publikationen
- Über die Ursachen für das Aussterben der einheimischen Malaria in Deutschland in der 2. Hälfte des 19. Jahrhunderts, Rauhes Haus, Hamburg, 1925
- Die Schleimhäute bei der vasoneurotischen Diathese, Stuttgart, Enke, 1931
- Afghanistan : eine geographisch-medizinische Landeskunde, Springer, Berlin [u. a.], 1968